# Original Masters
Original Masters — збірка англійської групи Jethro Tull, який був випущений 13 листопада 1985 року.

## Композиції
1. Living in the Past – 3:18
2. Aqualung – 6:34
3. Too Old to Rock 'n' Roll, Too Young to Die – 5:38
4. Locomotive Breath – 4:23
5. Skating Away on the Thin Ice of the New Day – 3:28
6. Bungle in the Jungle – 3:34
7. Sweet Dream – 4:01
8. Songs from the Wood – 4:52
9. Witch's Promise – 3:47
10. Thick as a Brick – 3:00
11. Minstrel in the Gallery – 7:47
12. Life's a Long Song – 3:16

## Учасники запису
- Мартін Барр — гітара
- Ян Андерсон — вокал
- Баррімор Барлоу — барабани
- Гленн Корнік — бас-гітара
- Джон Еван — клавіші